# Liste der Monuments historiques in Autreville-sur-Moselle
Die Liste der Monuments historiques in Autreville-sur-Moselle führt die Monuments historiques in der französischen Gemeinde Autreville-sur-Moselle auf.

## Liste der Objekte
| Bezeichnung                       | Beschreibung                                      | Standort                      | Kennzeichnung | Schutzstatus | Datum | Bild |
| --------------------------------- | ------------------------------------------------- | ----------------------------- | ------------- | ------------ | ----- | ---- |
| Retabel                           | Stein, farbig gefasst, Ende des 15. Jahrhunderts  | in der Kirche St-André (Lage) | PM54000021    | Classé       | 1964  |      |
| Gemälde Stiftung des Rosenkranzes | Ölfarbe auf Leinwand, Anfang des 17. Jahrhunderts | in der Kirche St-André (Lage) | PM54001356    | Inscrit      | 1990  |      |